# István Palotás
István Palotás (Budapest, 13 novembre 1907 – 1º ottobre 1987) è stato un allenatore di calcio e calciatore ungherese, di ruolo centrocampista.

## Carriera
Palotás iniziò la sua carriera calcistica con il Bocskay, squadra con cui giocò da centrocampista.
Tra il 1933 e il 1937 fu convocato dalla nazionale ungherese, con cui disputò 8 partite ufficiali senza mai andare a segno.

### Allenatore
Conclusa la carriera da calciatore, intraprese quella da allenatore. Legò il suo nome principalmente al Debrecen, che allenò gran parte della sua carriera.